# Font Vella (Fulleda)
La Font Vella és una obra del municipi de Fulleda (Garrigues) inclosa en l'Inventari del Patrimoni Arquitectònic de Catalunya.

## Descripció
Font allotjada sota d'una arcada de mig punt que en un altre temps també funcionà com a safareigs del poble. L'arc té un metre de llum aproximadament i està fet amb carreus de diverses mides, units amb morter. El mur que de tancament, per contra, està fet de carreus ben escairats però igualment de diverses proporcions i de grans lloses. A la més gran d'aquestes hi veiem una inscripció amb una data mig esborrada (177_)
A la part alta del mur hi ha un nínxol amb la figura de la moreneta. La font pròpiament dita, està una mica desplaçada cap a la dreta, remarcant el seu espai quadrat unes grans pedres. En algun dels graons encara s'hi poden veure rebaixats circulars que s'usaven per sostenir el càntir.